# Lévandès
Der Lévandès (französisch: Ruisseau de Lévandès) ist ein kleiner Fluss im Zentralmassiv von Frankreich, der im Département Cantal der Region Auvergne-Rhône-Alpes östlich der Stadt Aurillac verläuft.

## Geografie

### Verlauf
Der Lévandès entspringt im südöstlichen Gemeindegebiet von Jabrun, verläuft generell Richtung Nordwest durch den Regionalen Naturpark Aubrac und mündet nach rund 15 Kilometern an der Gemeindegrenze von Espinasse und Lieutadès im Stausee Lac de Sarrans als linker Nebenfluss in die Truyère.

### Orte am Fluss
(Reihenfolge in Fließrichtung)
- Les Angles, Gemeinde Jabrun
- Les Plots, Gemeinde Chaudes-Aigues
- Jabrun
- La Bessette, Gemeinde Jabrun
- Boissières, Gemeinde Chaudes-Aigues
- Le Clout, Gemeinde Espinasse
- Les Estournies, Gemeinde Lieutadès